# Albin Łubniewicz
Albin Łubniewicz lub Albin Lubniewicz (ur. 1910 w Wilnie, zm. 1986 w Łodzi) – polski malarz, artysta współczesny.
Prace artysty były prezentowane na licznych wystawach zbiorowych i indywidualnych w kraju i za granicą. W 1957 otrzymał Nagrodę Miasta Łodzi za całokształt pracy twórczej w dziedzinie malarstwa sztalugowego i ściennego. Prace Albina Łubniewicza znajdują się w zbiorach
Muzeum Sztuki w Łodzi. Mąż polskiej rzeźbiarki Jadwigi Janus.

## Malarstwo sakralne w Polsce
- 1952–1954: współautor wraz z Marianem Jaeschke i Zdzisławem Sikorskim – polichromii w Parafii Matki Boskiej Zwycięskiej w Łodzi[3].